# Gold Forever
Gold Forever è un brano musicale pop della boy band britannica The Wanted, scritto da Steve Mac, Wayne Hector e Claude Kelly. Il brano è stato pubblicato come singolo ufficiale per il 2011 dell'associazione di beneficenza Comic Relief il 13 marzo 2011 dalla Geffen Records.

## Tracce
CD single
1. Gold Forever
2. Gold Forever (Steve Smart & Westfunk Radio Edit)
3. Gold Forever (Steve Smart & Westfunk Remix)

Digital single
1. Gold Forever – 3:57
2. Gold Forever (Moto Blanco Radio Edit) – 4:14
3. Gold Forever (Moto Blanco Remix) – 7:20

## Classifiche
| Classifica (2011) | Posizione più alta |
| ----------------- | ------------------ |
| Irlanda           | 17                 |
| Regno Unito       | 3                  |